# شهرستان کته‌قورغان
ناحیهٔ کته‌قورغان (به ازبکی: Kattaqoʻrgʻon tumani) یک منطقهٔ مسکونی در ازبکستان است که در استان سمرقند واقع شده‌است.